# Els mals endreços (Diari d'una dona de les barraques)
Quarto de despejo és un diari real de l'escriptora afrobrasilera Carolina Maria de Jesus, escrit mentre vivia a la favela Canindé de São Paulo, a la riba del riu Tieté, en condicions paupèrrimes.
Quarto de despejo enregistra la vida de l'autora des de l'entrada datada el 15 de juliol de 1955 (hi ha una pausa la qual abasta els anys 1957-1958) fins a l'1 de gener de 1960. El títol fa referència a la sensació que l'autora tenia de viure en un quarto de despejo, és a dir, en una habitació destinada al fem. El diari descriu la vida miserable, sense futur, dels habitants de la favela, situació la qual que s'engeganteix quan, com és el cas de l'autora, hom és negra, dona i mare de tres fills, dels quals ha de fer-se càrrec tota sola.
La publicació del text testimonial va ser atzarosa. El periodista brasiler Audálio Dantas la va descobrir un dia arreplegant papers, i en preguntar-li el motiu, Carolina Maria de Jesus va explicar-li que ho feia per escriure el seu diari personal.
La primera edició, en São Paulo, va ser de 10.000 exemplars, els quals van exhaurir-se en tres dies. El text ràpidament es va convertir en un best seller, repetint-se les edicions i traduint-se a més de deu llengües. En català, la traducció es va publicar el 1963.